# Linyphia subluteae
Linyphia subluteae là một loài nhện trong họ Linyphiidae.
Loài này thuộc chi Linyphia. Linyphia subluteae được Arthur T. Urquhart. miêu tả năm 1893.